# Прапор Лондонського Сіті
Пра́пор Лондонського Сіті — офіційний символ Лондонського Сіті, частини Лондона, столиці Великої Британії.

## Опис
Прапор є прямокутним полотнищем, забарвленим білим кольором. В центрі полотнища розміщено зображення прямого червоного Георгіївського хреста, промені якого сягають меж прапора. Хрест розділяє полотно прапора на 4 рівнозначні частини, в центрі однієї з яких (верхньої, найближчої до древка) розміщується стилізоване контурне зображення червоного лицарського меча, розміщеного вертикально вістрям догори.